# Heinrich Schulze (Jurist)
Heinrich Friedrich Albert Schulze (* 21. Oktober 1886 in Bokensdorf; † 6. April 1953 in Berlin) war ein deutscher Jurist und zuletzt Regierungsdirektor in Berlin.

## Leben
Heinrich Schulze wurde außerehelich als erstes Kind von Wilhelmine Charlotte Anna Schulze geboren. Er wuchs bei seinen Großeltern in Bokensdorf auf und machte nach dem Ende der Schulzeit eine Ausbildung bei einem Notar in Fallersleben. 1906 trat er in den Militärdienst ein. Er war Teilnehmer am Ersten Weltkrieg. In Karlsruhe heiratete er auch seine erste Ehefrau Anne, diese starb jedoch 1918 kurz nach der Geburt des einzigen Kindes an der Spanischen Grippe. Schulze zog daraufhin mit seinem Sohn Heinz nach Berlin.
In zweiter Ehe heiratete er Ende 1921 Gertrud Mirke (1893–1981), mit der er den Sohn Günther hatte. Beide Söhne verstarben vor dem Ausbruch des Zweiten Weltkrieges: Heinz durch einen Unfall, Günther im Alter von 14 Jahren an Meningitis.
In Berlin arbeitete Schulze ab 1919 in der Stadtverwaltung. 1932 wurde er Leiter des Wirtschaftsdezernates, ab 1934 als Magistratsrat. Über mehrere Jahrzehnte hinweg war er Dozent an Verwaltungsseminaren und der Verwaltungsakademie Berlin. Während des Zweiten Weltkrieges war seine Aufgabe so genannte „Ausweichskrankenhäuser“ aufzubauen, um die normalen Berliner Krankenhäuser nach Möglichkeit weitestgehend von Kriegsfolgen zu entlasten. Nach Kriegsende gelang es ihm in kurzer Zeit, die Berliner Krankenhausverwaltung neu zu organisieren und zum Laufen zu bringen.
Auf Vorschlag des Regierenden Bürgermeisters von Berlin Ernst Reuter, wurde Heinrich Schulze für seine Leistungen am 23. Oktober 1952 mit dem Bundesverdienstkreuz (Steckkreuz) geehrt.
Heinrich Schulze starb wenige Tage nach seiner Pensionierung an einem Schlaganfall.